# إيقاف الزاوية
انسحاب الزاوية (بالإنجليزية: Corner retirement) أو إيقاف الزاوية (بالإنجليزية: Corner stoppage) – هي مصطلحات مستخدمة في الملاكمة لوصف نزال ينتهي عندما/خلال أي فترة راحة بين الجولات، يرفض الملاكم الاستمرار أو يتم سحبه من قبل طاقم ركنه للخارج، مما يجبر الحكم على إنهاء النزال. في المقابل، لا يجوز الإعلان عن الضربة الفنية القاضية (TKO) إلا من قبل الحكم أو طبيب الصف الأول في الحلبة، في أي مرحلة من مراحل النزال بما في ذلك فترات الراحة. في كلتا الحالتين، لا يزال إيقاف الزاوية يعتبر نوعًا من الضربة القاضية، ويتم عرضه كنتيجة توقف في سجل فوز/خسارة الملاكم.
يتم استخدام نفس المصطلح في فنون القتال المختلطة.